# Цыйша
Цыйша — село в Кулинском районе Дагестана
Образует сельское поселение село Цыйша как единственный населённый пункт в его составе.

## Географическое положение
Расположено в 8 км к северо-востоку от районного центра села Вачи, у подножья плато Шунудаг.

## Население
| 1888 | 1895 | 1926 | 1939 | 1970 | 1989 | 2002 |
| ---- | ---- | ---- | ---- | ---- | ---- | ---- |
| 533  | ↗564 | ↘476 | ↗528 | ↘481 | ↘425 | ↗465 |
| 2010 | 2012 | 2013 | 2014 | 2015 | 2016 | 2017 |
| ↘383 | ↗386 | ↘385 | ↗391 | ↘386 | ↘381 | ↘373 |
| 2018 | 2019 | 2020 | 2021 | 2023 | 2024 | 2025 |
| ↗379 | ↘371 | ↘365 | ↗439 | ↘433 | ↗435 | ↘434 |

## Известные уроженцы
Фархад Чаринович Худайнатов — российский военнослужащий. Герой Российской Федерации